# Poésie didactique
La poésie didactique (du verbe grec διδάσκειν, « enseigner ») est un genre littéraire où l’auteur vise à transmettre des connaissances ou à instruire son lecteur dans un domaine quelconque : agriculture, amour, astronomie, chasse, équitation, maniement des armes, nature, philosophie, poésie, rhétorique, sciences, etc. Le premier écrit didactique de l'Histoire est les Travaux et les Jours du poète grec Hésiode, vers 700 avant notre ère.

## Poésie didactique

### Définition dans l’Antiquité
Pour les grammairiens anciens, un genre littéraire est défini surtout en fonction de sa métrique (Gorgias, Hel. 9 ; Aristote, Poet. 1447b.13-14). La poésie didactique est dès lors considérée plutôt comme un thème englobé dans plusieurs genres littéraires différents, ayant chacun un mètre spécifique. D'un côté, Quintilien (Inst. 10.1.46-57), rhéteur latin du Ier siècle) apr. J.-C., classe les auteurs didactiques comme Aratus, Hésiode et Nicandre dans la catégorie des poètes épiques en se fiant au fait qu’ils écrivent tous en hexamètre dactylique. De l'autre, Aristote (Poet. 1447b.14-17), lorsqu'il compare dans son Art poétique Hérodote avec le poète didactique Empédocle, ne voit, à part le mètre, aucun autre point commun entre les deux auteurs. Selon lui, une œuvre didactique ne devrait pas être considérée comme de la poésie. L’auteur du Tractatus Coisilianus, traité de tradition aristotélienne, définit quant à lui la poésie didactique par son caractère non mimétique (qui ne peut être représenté), ce qui la met en opposition avec la poésie narrative et le théâtre. Comme l’épopée est la poésie narrative par excellence, l’auteur du traité, contrairement à Quintilien, réfute tout rapprochement entre ce dernier genre et la poésie didactique. Enfin, un grammairien plus tardif nommé Diomède (IVe) – Ve siècle) apr. J.-C.), dans son Ars grammatica (Gramm. Lat. 1.482.14-23 Keil), classe les œuvres littéraires en fonction de leur type de narration. Ainsi, la poésie didactique, nommée didascalice par l’auteur, est incluse dans la catégorie appelée exegeticon, dans laquelle le poète narre l’action sans que d’autres personnages ne prennent la parole.
En dépit de tous ces essais, les auteurs anciens n’ont finalement jamais défini la poésie didactique à l’aide des caractéristiques claires, mais se sont limités à des classifications en fonction de la métrique, du thème ou de la narration. Il faut attendre la fin du IVe siècle) apr. J.-C. pour que l’érudit Servius, dans la préface de son commentaire des Géorgiques de Virgile, donne une première définition :
Hi libri didascalici sunt, unde necesse est, ut ad aliquem scribantur ; nam praeceptum et doctoris et discipuli personam requirit. Unde ad Maecenatem scribit, sicut Hesiodius ad Persen, Lucretius as Memmium. (Servius, Praef. ad Georg. 129.9-12 Thilo).
« Un écrit est didactique lorsqu’il est nécessairement adressé à quelqu’un ; en effet, l’apprentissage nécessite un professeur et un élève. Ainsi, [Virgile] s’adresse dans son livre à Mécène, Hésiode à Persès et Lucrèce à Memmius. »

### La définition moderne de Katharina Volk
Beaucoup d’auteurs modernes ont souligné le fait qu’un genre littéraire ne doit pas être perçu comme une création monolithique. Au contraire, il s’agit d’un phénomène très organique où la période historique et le style personnel de l’auteur modèlent le cadre générique de son écrit. Cela est le résultat de l’absence d’une théorisation systématique et uniforme de la conception de genre littéraire dans l’Antiquité même. Bien que les auteurs anciens affichent très souvent leur appartenance générique, la catégorie littéraire en tant que telle n’est pas définie avec précision. Cela a mené à une pléiade d’interprétations modernes qui ont essayé d’expliquer les genres littéraires. En dépit de ce manque d’uniformité, les auteurs actuels ont réussi à repérer certains topoi, lieux communs qui constituent les bases d’un cadre définitoire pour tout genre littéraire. Même s’il est incomplet, voire subjectif, ce type d’analyse permet toutefois d’encadrer un écrit dans une catégorie plus précise et de mieux le classer d’un point de vue générique. 
La littérature didactique ne constitue pas un cas à part. Cependant, très peu d’auteurs modernes se sont penchés sur la question d’une manière générale. La plus grande partie d’entre eux ont préféré définir les paramètres génériques de la poésie didactique à partir de l’analyse d’une seule œuvre. Katharina Volk, dans son livre, propose une définition systématique et générale, qui constitue un outil d’analyse aisément utilisable. Évidemment, son ouvrage n’est pas exempt de critiques qui seront présentées par la suite.

#### Topoiprincipaux de la poésie didactique[5]
- L’auteur doit démontrer une volonté didactique explicite. En effet, si tout écrit littéraire vise en principe à transmettre de l’information à son lecteur, la poésie didactique se différencie par l’intention bien précise et bien déclarée de son auteur à faire apprendre quelque chose à son lecteur. Ce zèle est affirmé très souvent par des références à un modèle didactique antérieur, notamment Hésiode.

- La deuxième caractéristique est celle formulée par Servius, soit la relation maître/élève. En général, tout auteur didactique adresse son œuvre à une personne précise, mais des exceptions existent (Aratos, Manilius). Selon la tradition mise en place par Hésiode dans le premier écrit didactique, Les Travaux et les Jours, le maître détient un rôle prédominant et il établit son autorité à l’aide des Muses ou des dieux. Même si le poète s’adresse à un lecteur précis, celui-ci ne correspond pas inévitablement à un personnage historique et, si c’est le cas, il ne ressent pas forcément une nécessité concrète d’apprentissage. À titre d’exemple, il faut penser à Virgile qui, dans les Géorgiques, s’adresse à Mécène. Or, l’ami d’Auguste n’avait aucun besoin réel d’apprendre à être un bon agriculteur. Cela amène à conclure que le public visé, même s’il est en apparence explicite, est dans les faits plus nombreux qu’une seule personne : la visée de l’auteur est d’autant plus grande que le poète didactique veut transmettre bien plus que l’art précis dont il est question dans son recueil.

- Un auteur de poésie didactique affirme généralement sans équivoque ses intentions poétiques. En effet, la poésie didactique se différencie de la prose du même type par le fait que l’auteur affiche distinctement une volonté de faire de la poésie en même temps ou même avant d’enseigner à son élève au point que, souvent, les lecteurs ne s’attendaient pas à ce que l’auteur maîtrisât à la perfection le domaine qu’il voulait enseigner. L’exemple le plus connu est les Géorgiques de Virgile qui ne peuvent difficilement servir comme manuel d’agriculture, contrairement au traité de Varron qui, du point de vue de l’utilité pratique, dépasse nettement le poème virgilien.

- La simultanéité poétique est la quatrième particularité principale de la poésie didactique. L’auteur parle souvent de comment il « chante » (cano) son poème pour son destinataire. Cela représente en fait la narration de la création et de la transmission du poème. Un poète didactique annonce constamment à son étudiant non seulement ce qu’il abordera dans les passages qui suivront, mais aussi pourquoi et comment il le fera. Tous ces excursus, analogies, formules de passage et appellations directes de l’élève constituent donc des éléments essentiels de cette quatrième caractéristique.

Ces topoi ne sont pas exhaustifs, mais constituent l’échafaudage générique du poème didactique. Divers auteurs ont repéré d’autres éléments typiques du genre. Notons, par exemple, R. K. Gibson qui considère l’utilisation très fréquente de l’impératif comme un marqueur didactique, en tirant la conclusion que ce trait est typiquement latin et non pas grec. De son côté, K. Itsumi repère chez les poètes didactiques une utilisation fréquente du « catalogue », même si ce procédé a été employé pour la première fois par Homère. L’auteur japonais note aussi la forte présence de rerum causae (les causes des choses), un motif récurrent dans ce type de littérature qui sert à expliquer toutes sortes de phénomènes, et un « refus du mythe » (denial of the myth) parce qu’il serait considéré un procédé littéraire trop commun par les poètes didactiques. À ce sujet, R. Schuler et J. Fitch ne pensent pas pour leur part que le mythe est rejeté par les poètes didactiques, mais notent qu’il est plutôt utilisé dans des allégories scientifiques, ce qui constitue une différence par rapport à la poésie épique.
Comme tout genre, la poésie didactique est organique. De nouveaux éléments constitutifs sont donc créés et adaptés par les différents auteurs en fonction de leur époque, de leur style, de leurs buts ou de leurs besoins.

#### Critique de la définition moderne de Katharina Volk
Même s’il s’agit d’un ouvrage très important pour la définition générique de la poésie didactique, celui-ci n’a pas fait le consensus parmi les érudits modernes et de nombreuses critiques lui ont été apportées.
Une première objection concerne la portée trop courte de l’analyse proposée par K. Volk. Se concentrant du côté de la littérature latine, elle restreint son modèle théorique à l’étude de quatre textes majeurs : le De rerum natura de Lucrèce, les Georgica de Virgile, l’Ars amatoria d’Ovide et les Astronomica de Manilius. Elle ne considère dès lors pas, par exemple, l’Ars Poetica d’Horace et les Fasti d’Ovide comme faisant partie du genre didactique, mais plutôt du mode didactique. Une autre question problématique est la cyclicité inhérente de son analyse. En effet, elle examine des poèmes à partir d’une théorie formulée sur la base des mêmes poèmes. Cette méthode est dangereuse, car elle peut mener notamment à l’exclusion de certaines œuvres, comme dans les deux cas mentionnés plus haut. Une autre critique a été formulée par rapport aux deux derniers topoi définitoires du genre didactique (l’affirmation des intentions poétiques et la simultanéité poétique) : ces deux traits sont jugés par certains trop généraux puisqu’ils peuvent s’appliquer à tout genre, non pas seulement à la poésie didactique. Néanmoins, si l’on prend en compte le contexte antique où un poème didactique n’était parfois même pas considéré de la poésie, l’adoption de ces deux éléments semble avoir du sens. Enfin, une dernière objection concerne le besoin d’avoir des catégories définies trop étroitement qui occulte la grande malléabilité que les auteurs antiques avaient vis-à-vis des genres littéraires.
En dépit de ces critiques, la théorie construite par Katharina Volk demeure une bonne base de départ pour une analyse générique des auteurs didactiques, pour autant que sa limitation soit claire aux yeux des lecteurs.

### Postérité
En Grèce, dès l'époque archaïque, la poésie didactique était très riche (œuvres d'Hésiode, poèmes philosophiques des Présocratiques, Vers dorés attribués à Pythagore, poésie gnomique de Solon...). Plus tard, dans la grande littérature, le rôle et les rapports des deux visées didactique et artistique sont à évaluer diversement selon les auteurs et les œuvres. En tout cas, le genre resta très présent dans la littérature latine antique et dans les littératures du Moyen Âge et de l'époque moderne, du XVIe au XVIIIe siècle). Pour le Siècle des Lumières, on peut citer, par exemple, l'Épître sur la philosophie de Newton ou le Discours sur l'homme de Voltaire. Entre 1789 et le milieu du XIXe siècle, la poésie didactique fleurit.

## Poèmes didactiques

### Littérature grecque
- Hésiode, Les travaux et les jours, la Théogonie
- Empédocle, La Nature, Les Purifications
- Parménide, La Nature
- Aratos de Soles, Les Phénomènes
- Nicandre de Colophon, les Thériaka, les Alexipharmaka
- Denys le Périégète, Voyage autour du monde
- Oppien de Corycos, les Halieutiques
- Oppien de Syrie, les Cynégétiques

### Littérature latine
Pour une analyse des œuvres principales de ce genre en latin, voir la page qui y consacrée : poésie didactique latine.
- Lucrèce, De la nature des choses
- Virgile, Les Géorgiques
- Marcus Manilius, Les Astronomiques
- Ovide, Les Fastes, L'Art d'aimer, les Halieutiques (fragmentaire et dont l'attribution à Ovide est discutée)
- Avienus, Description de la terre, Ora maritima
- Columelle, livre 10 du De re rustica (sur l'horticulture)
- Martianus Capella, Les Noces de Philologie et de Mercure
- les Distiques de Caton
- Alexandre de Villedieu, Doctrinale puerorum
- Lorenzo Valla, De grammatica
- Aetna de l'Appendix Vergiliana

### Lettres françaises
- Pierre de Ronsard, De la chasse, Institution pour l'adolescence du roi Charles IX
- Guillaume du Bartas, La Sepmaine
- Nicolas Boileau, Art poétique
- Voltaire, Épître sur la philosophie de Newton, Discours sur l'homme
- Jean-François de Saint-Lambert, Les Saisons
- Jacques Delille, Les Jardins ou l'art d'embellir les paysages, poème en 8 chants
- Jean-Antoine Roucher, les Mois
- Sully Prudhomme, Le Zénith
- Raymond Queneau Petite cosmogonie portative